# منتخب العراق لكرة السلة
منتخب العراق لكرة السلة هو ممثل العراق الرسمي في المنافسات الدولية في كرة السلة. ينتمي إلى منطقة الاتحاد الآسيوي لكرة السلة. انضم إلى الاتحاد الدولي لكرة السلة في عام 1948.

## البطولات التي شارك فيها
- بطولة آسيا لكرة السلة
- كرة السلة في الألعاب الأولمبية